# 刁文龙

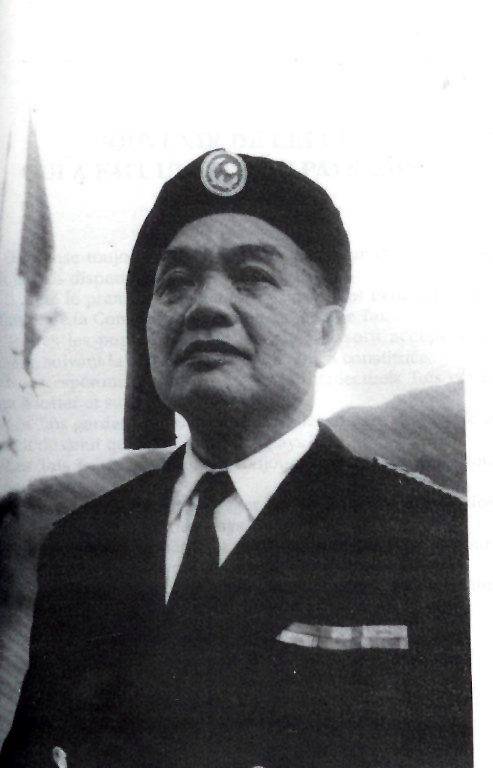
刁文龙

刁文龙（越南语：／；1887年3月15日—1975年11月20日），部分文献又作“刁文隆”，是越南莱州地区白泰土酋，曾担任法属印度支那的泰族十二州世袭领袖。
刁文龙是刁文持的儿子，有泰族贵族血统。1927年，他继承兄长刁文抗之位，成为泰族十二州世袭領袖。他先后担任奠边州、芒齐州、封土州和莱州知州。保大十九年（1944年），刁文龙升任一项知府，仍领莱州知州一职。
刁文龙在泰族十二州与法国殖民者的鸦片贸易中扮演中介角色，获取了大量利润。他迫使当地的赫蒙族将鸦片以低于市场价的价格卖给他，然后将鸦片转卖给法国人，从而取得暴利。这也使赫蒙族人对他不满，在第一次印度支那战争中，赫蒙族人支持越盟。他用武力镇压赫蒙族的抵抗，也使他的欢迎度下降。
奠边府战役结束之前，他乘坐直升机从莱州省逃往河内。他先逃到了老挝，后逃往法国寻求政治避难，后死于法国图卢兹。他的儿子们在战役中率领白泰民兵抵抗越盟，悉数阵亡，领导人之位由女儿刁娘思继承。